# 郝禮士
郝禮士爵士，OBE，MC，JP（Sir Michael Alexander Robert Young-Herries，1923年2月28日—1995年5月6日），英國及香港企業家、怡和洋行大班，他在1949年前往香港發展，歷任怡和主席、香港總商會主席、立法局非官守議員、行政局臨時非官守議員、以及在1965年至1973年出任香港大學教育資助委員會（1972年至1994年10月間稱為「大學及理工教育資助委員會」）首任主席。
郝禮士在1965年10月向港府交通諮詢委員會申請調高怡和旗下的天星小輪頭等收費，引起輿論反響。郝禮士在事件中拒不退讓，並向傳媒揚言「加價後，無能力搭頭等船的可改搭三等」，其言論除引起公眾嘩然外，更成為1966年九龍騷動的導火線之一。在1970年卸任怡和主席後，他返回英國發展，歷任蘇格蘭皇家銀行集團主席和蘇格蘭按揭及信託主席。他在1983年獲家鄉委任為鄧弗里斯-加洛韋地區（斯圖爾特里分區）副郡尉，隨後於1989年至1995年升任郡尉。

## 生平

### 早年生涯
郝禮士在1923年2月28日生於蘇格蘭鄧弗里斯-加洛韋道格拉斯堡（Castle Douglas）附近的斯博茲（Spottes），父親威廉·赫里斯（William Herries）是當地地主，母親名叫露芙·瑪麗·瑟拉普（Ruth Mary Thrupp）。
郝禮士少時南下就讀於著名寄宿學校伊頓公學，在校內尤善於古典學和體育。畢業後，他升讀劍橋大學三一學院，主修古典學，曾代表學院參加划艇比賽，且熱愛狩獵。然而，他因為第二次世界大戰緣故，在1942年中斷學業，加入父親擔任指揮的英皇直屬蘇格蘭邊疆居民軍團。他在戰時先後在西歐低地國家和德國等地作戰，期間憑英勇表現在1945年獲授軍功十字勳章。
在二戰尾聲，郝禮士獲調往中東地區服役，曾於埃及和巴勒斯坦地區參與任務，至1947年重返校園繼續學業。郝禮士在1948年獲得文學碩士學位畢業，旋於同年加入怡和洋行，最初在倫敦辦事處任職初級會計師。在1949年，郝禮士正式以陸軍上尉身份從英皇直屬蘇格蘭邊疆居民軍團退役，但仍留在後備名單候召。郝禮士退役後畢生關注軍團動態，其中英国政府一度在1993年計劃將之併入皇家蘇格蘭軍團，經他多次參與向各界爭取，軍團的獨立地位才獲予保留。

### 怡和生涯
在1949年，郝禮士獲怡和安排調往香港任職，此後他屢獲擢升，先後出任總經理和聯席董事，並在1959年獲邀加入怡和董事局出任董事。郝禮士在1962年出任董事總經理，直接向時任怡和主席曉治·巴頓（Hugh Barton）負責，以為接任主席作好準備。在1963年6月，郝禮士正式出任怡和主席兼董事總經理，同時出任怡和旗下多間機構的主席，也是滙豐銀行董事。怡和洋行當時多以年輕人出任要職，而時年40歲的郝禮士就是其中之一。此外，郝禮士本身與掌控怡和的凱瑟克家族份屬同鄉，因此兩家本身有一定淵源。

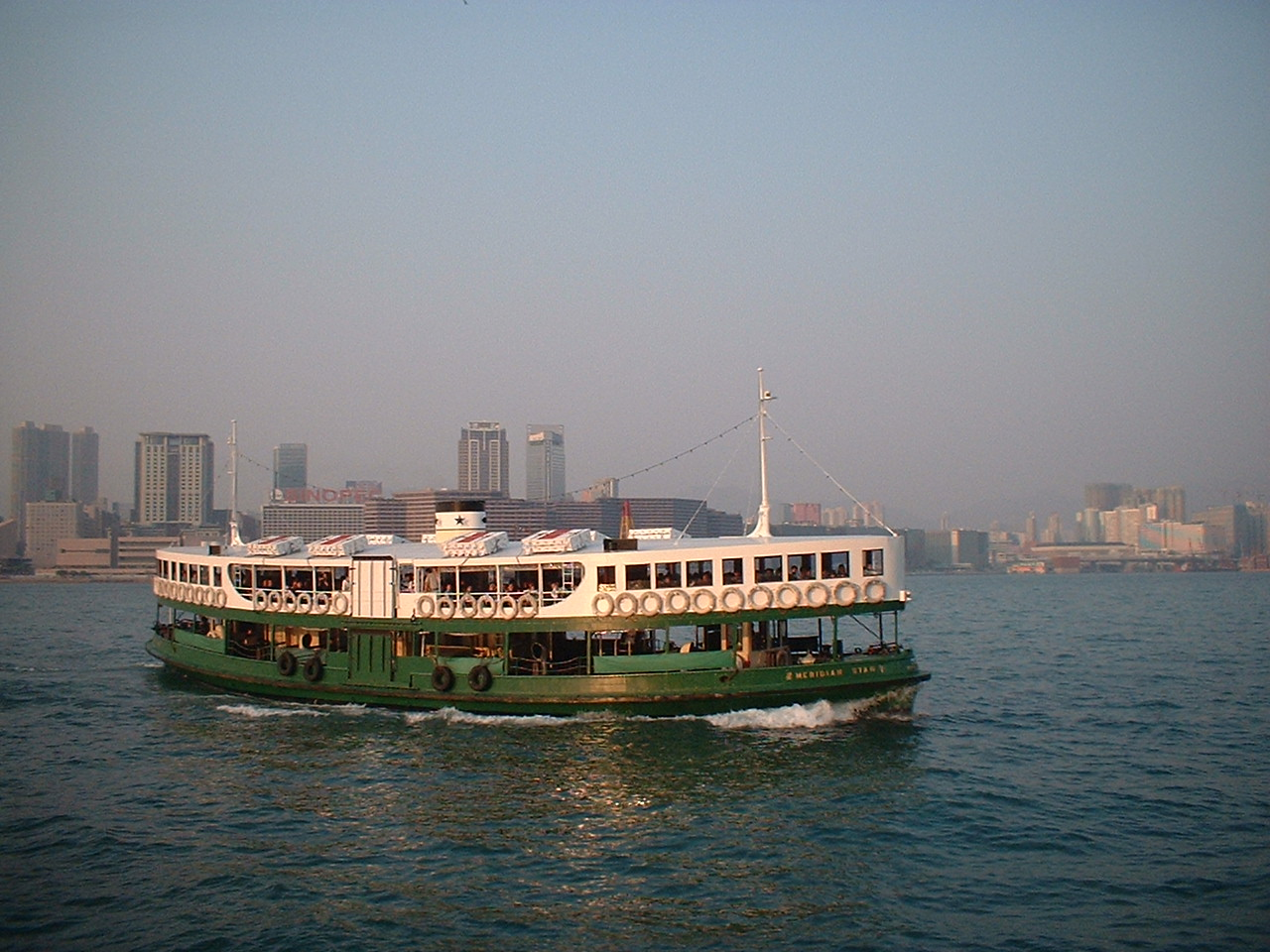
天星小輪加價一事成為1966年九龍騷動導火線之一。

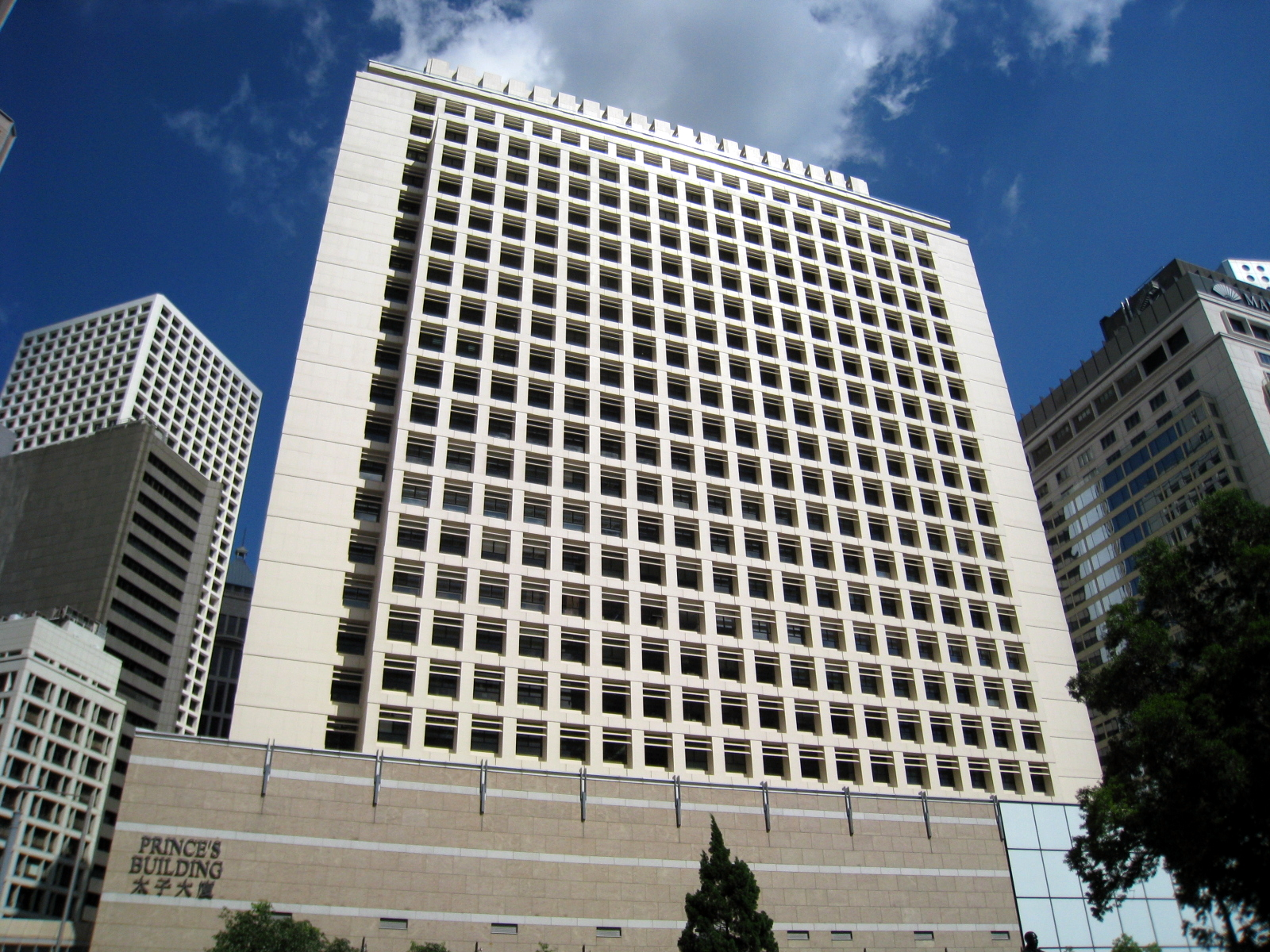
1965年落成的太子大廈。

可是，郝禮士在怡和主席任內並不相當順利，在1965年10月，由他擔任公司主席的天星小輪向港府交通諮詢委員會申請調高渡海小輪頭等收費，儘管當時小輪只設頭等及三等，沒有二等，而草根階層主要乘搭三等，但由於渡海小輪是連接九龍和香港島的唯一主要交通工具，再加上輿論擔心小輪加價會掀起一系列加價潮，因此加費建議引起很大反響。幾經審議，交諮會在1966年初通過天星小輪的頭等收費只可由原來的兩毫（0.2港元）上調至兩毫半（0.25港元），加幅較天星小輪方面要求的低，但方案仍引來輿論批評。雖然如此，郝禮士在1967年3月30日接受傳媒訪問時卻批評交諮會「先發制人」，而且揚言「加價後，無能力搭頭等船的可改搭三等」，其言論除引起輿論嘩然外，更成為同年九龍騷動的導火線之一。
在1963年，怡和旗下置地公司拆卸位於中環核心地段的商業大廈太子行，銳意重建成規模更大、設計嶄新的太子大廈。新廈在1965年落成，但翌年中國卻爆發文化大革命，對怡和業務構成一定影響。在文革前，怡和尚能與個別國企維持貿易關係，並繼續參與一年兩度的廣交會，但這些活動在文革爆發後一概停頓。雖然如此，隨著文革高潮過去，怡和從1969年起重新與大陸慢慢恢復貿易。與此同時，怡和又專注於發展香港本地市場，透過協助本地紡織業出口到美國等地而賺取利潤，使怡和業務得以繼續發展。
在1967年，香港受文革風潮波及，因一場勞資糾紛而引發六七暴動。期間，郝禮士在1967年3月23日至5月19日、以及自同年6月3日至9月15日兩度以臨時身份出任立法局非官守議員。郝禮士在局內支持譴責暴徒的言論，並在暴動期間對港府予以大力支持，因而在1968年新年授勳名單中獲英廷獎授OBE勳銜。另一方面，郝禮士在1967年出任香港總商會副主席，翌年接任主席，且在1968年7月1日代表總商會正式成為立法局非官守議員，同年復獲港府委任為非官守太平紳士。在立法局供職期間，他曾分別在1968年9月30日至10月10日、以及在1969年6月23日至8月5日，兩度以臨時性質接替缺席的桑達士（John Saunders）擔任行政局非官守議員。
郝禮士在香港擔任的另一項重要公職，是在1965年獲港府委任為首任大學教育資助委員會主席。香港的教資會是根據港府顧問愛德華·希爾爵士（Sir Edward Hale）的建議，倣傚英國及其他英聯邦國家的同類機構而設立的，其作用是透過其獨立的專家委員會身份，就香港大學和香港中文大學的設施、發展和財政需要，向港府提供意見。除郝禮士外，教資會的首屆委員還包括安子介和余叔韶等人。
郝禮士在1970年卸任怡和主席，同年卸任總商會主席及立法局議員職務，但仍然留任教資會主席一職。在1972年，香港理工學院因納入教資會資助範圍，因而易名為大學及理工教育資助委員會，並繼續由他出任主席，至1973年由高登爵士接任。為表揚他在任教資會主席期間的貢獻，他先後在1973年和1974年獲香港中文大學和香港大學頒授榮譽法學博士學位。在1975年，他再獲英女皇伊利沙伯二世冊封為下級勳位爵士，以肯定他在公共事務和商業方面對香港的貢獻。

### 返英發展
卸任怡和主席後，郝禮士返回英國發展，在1971年至1975年出任怡和旗下的倫敦勿地臣洋行主席、以及自1972年至1976年出任怡和日本投資信託主席。郝禮士還一直出任怡和洋行董事，至1988年才正式卸下任職前後共29年的怡和董事職務。
除了怡和的工作外，郝禮士亦在1972年加入蘇格蘭皇家銀行出任董事、1975年加入威廉斯和格林銀行（Williams & Glyn's Bank）、以及在1976年出任兩銀行的母公司國民商業銀行集團（National Commercial Banking Group）董事兼蘇格蘭皇家銀行主席。郝禮士在1978年出任國民商業銀行集團主席後，在1979年將集團重組為蘇格蘭皇家銀行集團，任內他透過大舉併購其他銀行來協助集團擴展，加入集團的銀行計有查特豪斯銀行（Charterhouse Bank）和美國的羅德島公民銀行（Citizens Bank of Rhode Island）等等。其中部份銀行的爭奪對手，更是他昔日的生意夥伴滙豐銀行。1991年，郝禮士因年事已高而卸任蘇格蘭皇家銀行集團主席，隨後在翌年退出集團董事局。
郝禮士擔任的其他商業職務還包括在1975年至1984年出任蘇格蘭按揭及信託（Scottish Mortgage and Trust）董事、隨後於1984年至1993年出任主席。另外，他也是萊斯蘇格蘭公司（Lloyds & Scottish plc）董事和蘇格蘭遺孀基金及人壽保險社（Scottish Widows Fund and Life Assurance Society）主席。

### 晚年生涯
郝禮士晚年居於家鄉府第斯博茲堂（Spottes Hall），對家鄉的社區事務顯得十分關注。在1983年3月，他獲委任為鄧弗里斯-加洛韋地區的斯圖爾特里分區（District of Stewartry）副郡尉，隨後在1989年6月接替辛克萊勳爵出任該分區的郡尉。在任郡尉期間，他以勤力工作和受居民歡迎而著稱，他在任內還成立屬於公營組織的地方企業公司（Local Enterprise Company），致力於振興該區經濟發展。此外，他晚年也是皇家弓箭手連（Royal Company of Archers）成員。
郝禮士在1995年5月6日卒於鄧弗里斯，終年72歲。他死後，郡尉一職由陸軍中將諾曼·亞瑟爵士（Sir Norman Arthur）接替。

## 個人生活
在1949年前往香港前，郝禮士在1948年於英國薩里郡娶伊莉莎白·希拉莉·羅素·史密斯（Elizabeth Hilary Russell Smith）為妻。兩人育有兩子一女，分別名威廉（William）、羅伯特（Robert）和茱莉雅（Julia）。郝禮士夫人及其千金茱莉雅曾分別在1963年和1969年主持香港維多利亞港的怡和子夜鳴炮儀式。郝禮士生前為愛丁堡新會（New Club, Edinburgh）、以及是倫敦的卡利多尼安會（Caledonian Club）和農夫會（Farmers Club）會員。

## 榮譽

### 殊勳
- M.C. （1945年）
- J.P. （1968年，非官守）
- O.B.E. （1969年新年授勳名單）
- Kt. （1975年英女皇壽辰授勳名單[16]）
- D.L. （1983年[17]）

### 榮譽學位
- 榮譽法學博士
  - 香港中文大學 （1973年）
  - 香港大學 （1974年）
- 榮譽文學博士
  - 赫瑞瓦特大學 （1984年[18]）

## 注腳
1. ↑  舊譯「夏里士」。
2. 1 2 3 4 5  The International Year Book and Statesmen's Who's Who, Burke's Peerage Ltd., 1984.
3. 1 2 3 4 5 6 7 8  "Michael Alexander Robert YOUNG-HERRIES", Honoaray Graduates, University of Hong Kong, 1974.
4. 1 2 3 4 5 6 7 8 9 10 11  "OBITUARY: Sir Michael Herries", The Inependent, 12 May 1995.
5. 1 2 3  KESWICK, Maggie and WEATHERALL, Clara, The Thistle and the Jade: A Celebration of 175 Years of Jardine Matheson, Frances Lincoln Ltd., 2008.
6. 1 2 3  PEDERSON, Jay P., International Directory of Company Histories, St. James Press, 2008.
7. ↑  〈天星小輪董事長堅持小輪要加價〉，《大公報》第四版，1966年4月1日。
8. ↑  Annual Report 1967, Hong Kong Government, 1968.
9. ↑  Annual Report 1968, Hong Kong Government, 1969.
10. ↑  Annual Report 1969, Hong Kong Government, 1970.
11. ↑  《香港大學教育資助委員會1991-95年度報告》，香港：香港大學教育資助委員會，1996年。
12. ↑  〈本港大學撥款委員會，部份人選已委出〉，《華僑日報》第四張第二頁，1965年10月27日。
13. ↑  Annual Report 1970, Hong Kong Government, 1971.
14. ↑  "Issue 51800", London Gazette, 4 July 1989, p.2.
15. ↑  "Issue 54312", London Gazette, 9 February 1996, p.1.
16. ↑  "Issue 46729", London Gazette, 4 November 1975, p.1.
17. ↑  "Issue 49346", London Gazette, 10 May 1983, p.2.
18. ↑  "Heriot-Watt University: Honorary Graduates （页面存档备份，存于）", Heriot-Watt University, retrieved on 20 November 2016.

### 英文資料
- Annual Report 1967, Hong Kong Government, 1968.
- Annual Report 1968, Hong Kong Government, 1969.
- Annual Report 1969, Hong Kong Government, 1970.
- Annual Report 1970, Hong Kong Government, 1971.
- "Michael Alexander Robert YOUNG-HERRIES", Honoaray Graduates, University of Hong Kong, 1974. website
- "Issue 46729", London Gazette, 4 November 1975, p.1.
- "Issue 49346", London Gazette, 10 May 1983, p.2.
- The International Year Book and Statesmen's Who's Who, Burke's Peerage Ltd., 1984.
- "Issue 51800 （页面存档备份，存于）", London Gazette, 4 July 1989, p.2.
- "OBITUARY: Sir Michael Herries", The Inependent, 12 May 1995. online version （页面存档备份，存于）
- "Issue 54312", London Gazette, 9 February 1996, p.1.
- KESWICK, Maggie and WEATHERALL, Clara, The Thistle and the Jade: A Celebration of 175 Years of Jardine Matheson, Frances Lincoln Ltd., 2008. online version
- PEDERSON, Jay P., International Directory of Company Histories, St. James Press, 2008.

### 中文資料
- 〈本港大學撥款委員會，部份人選已委出〉，《華僑日報》第四張第二頁，1965年10月27日。
- 〈天星小輪董事長堅持小輪要加價〉，《大公報》第四版，1966年4月1日。
- 《香港大學教育資助委員會1991-95年度報告》，香港：香港大學教育資助委員會，1996年。網上版本

## 外部連結
- 香港大學贊詞
- 獨立報悼念文章 （页面存档备份，存于）'

| 商界職務                         | 商界職務                                                              | 商界職務                                   |
| -------------------------------- | --------------------------------------------------------------------- | ------------------------------------------ |
| 前任者： 曉治·巴頓               | 怡和洋行主席 1963年–1970年                                            | 繼任者： 亨利·凱瑟克                       |
| 官衔                             |                                                                       |                                            |
| 前任者： 新創設                  | 香港大學教育資助委員會主席 1965年–1972年                              | 繼任者： 香港大學及理工教育 資助委員會主席 |
| 前任者： 大學教育 資助委員會主席 | 香港大學及理工教育資助委員會主席 1972年–1973年                        | 繼任者： 高登爵士                          |
| 前任者： 辛克萊勳爵              | 鄧弗里斯-加洛韋地區郡尉 （斯圖爾特里分區） 1989年7月26日–1995年5月6日 | 繼任者： 諾曼·亞瑟爵士                     |